# 歐亞板塊

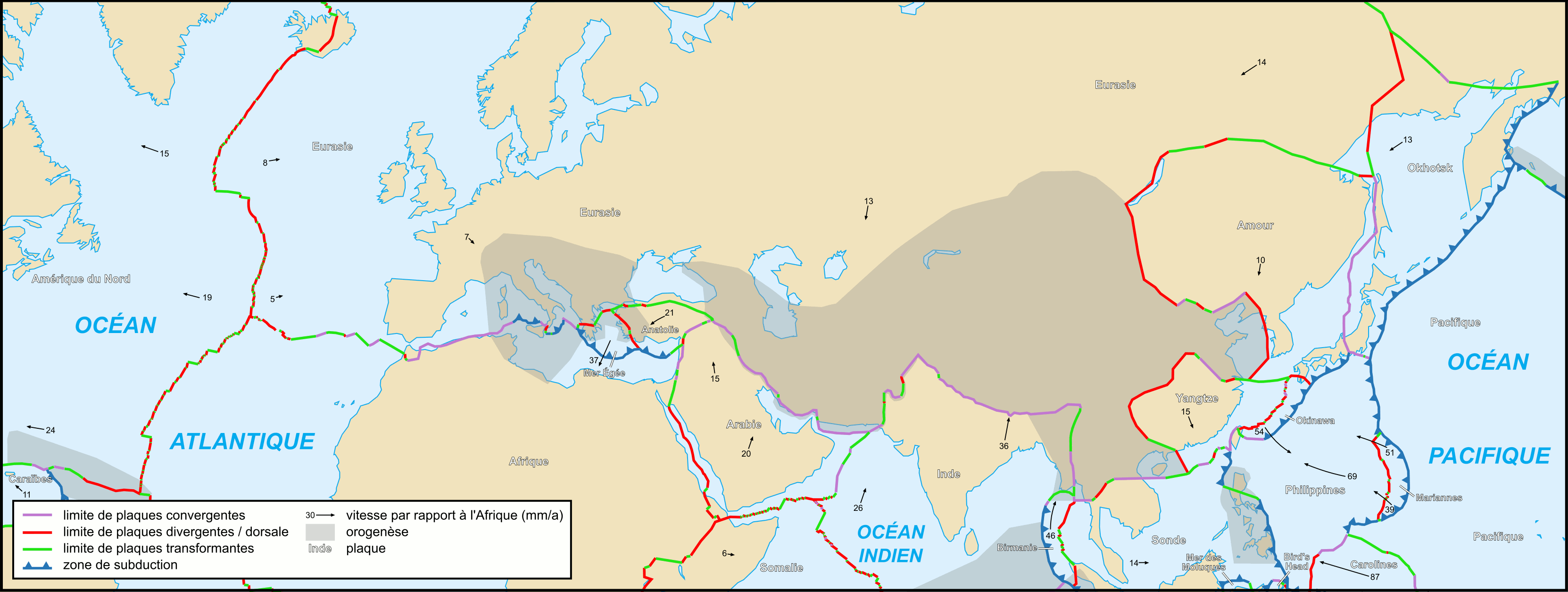
歐亞板塊。

歐亞板塊（英語：Eurasian Plate），為包括大部份歐亞地區的板塊，但不含括南亞的印度半島（印度次大陸）、西亞的阿拉伯半島（阿拉伯次大陸）以及東西伯利亞的上揚斯克山脈以東（屬鄂霍次克板塊或北美洲板塊）的地區。
此外，歐亞大陸向西延伸至大西洋中洋脊（中大西洋海嶺；）。

## 地质构造

### 次一级板块
- 西伯利亚板块
- 塔里木－中朝板块

## 板块边界
歐亞板塊東至北緣與北美洲板塊和太平洋板块交界，形成維科揚斯克山脈及日本島弧，東至南緣與太平洋板块的菲律賓海板塊交界，形成琉球島弧及呂宋島弧，並可能存在鄂霍次克板塊（Okhotsk Plate）及黑龍江陸板塊（阿穆爾大陸板塊；）並與之交界。
南至西緣則與非洲板塊交界，分界線為地中海，交界之中有阿拉伯板塊，分界線為札格洛斯山脈，東則為印澳大陸板塊（或分為印度板塊及澳洲板塊），分界線形成喜馬拉雅山脈。西緣與北美大陸板塊的分界線形成大西洋中洋脊的北端。

## 大陸漂移學說
大陸漂移學說是由德國科學家韋格納提出的。歐亞板塊與北美大陸板塊、非洲大陸板塊的陸地連結形成的勞亞大陸與南美大陸板塊、非洲大陸板塊、印澳大陸板塊、南極洲板塊的陸地所連結形成的岡瓦納大陸在2億年前形成盤古大陸。而後又分裂移動形成現今的七大洲五大洋。

## 火山與地震
歐亞板塊和週遭板塊相互的板塊運動形成許多的构造地貌，如喜馬拉雅山脈、大西洋中洋脊、西太平洋海沟岛弧链、巽他海溝。這些交界處形成地震帶，其中的熱點並形成火山；主要火山地震带有环太平洋火山地震带和地中海－喜马拉雅火山地震带。
著名的火山爆發：
- 79年8月24日意大利亞平寧半島維蘇威火山爆發，將山腳下的龐貝古城掩埋。
- 1883年8月27日印尼拉卡塔島喀拉喀托火山爆發，火山的爆炸聲遠達3,541公里外的澳大利亞、爪哇和蘇門答臘附近，並引發海嘯，海浪最高達37公尺，造成3萬6千餘人死亡，是人類記載火山爆發史上最強烈的一次。
- 2004年12月14日意大利西西里島埃特纳火山爆發。

著名的地震災難：
- 1995年1月17日日本阪神大地震，ML7.2（日本氣象廳為MJ7.3、美國地質調查所為MW6.9），造成5千5百餘人死亡。
- 1999年9月21日臺灣集集大地震，ML7.3（美國地質調查所為MW7.6），造成2千4百餘人死亡。
- 2004年12月26日印尼蘇門達臘外海大地震，MW9.3（美國地質調查所為MW9.1），引發南亞海嘯，造成29萬2千餘人死亡。
- 2005年10月8日南亞印巴交界的喀什米爾大地震，美國地質調查所為MW7.6，造成3萬餘人死亡。
- 2008年5月12日四川汶川大地震，為MS8.0（美國地質調查所為MW7.9），造成超过8萬人死亡。
- 2011年3月11日2011年日本東北地方太平洋近海地震為MW9.0，造成超過1萬人死亡。
- 2017年8月8日九寨溝地震Ms7.0級地震共造成29人死亡、1人失蹤、543人受傷，直接經濟損失80.43億元。

## 外部連結
- （繁體中文）地科教室 （页面存档备份，存于） --中華民國國立中央大學應用地質研究所 （页面存档备份，存于）
- （繁體中文）火山學 （页面存档备份，存于） --中華民國國立臺灣大學地質科學研究所 （页面存档备份，存于）
- （繁體中文）板塊英雄傳 （页面存档备份，存于） --中華民國臺北市北一女中地球科學學習網站
- （简体中文）地理專家解讀海嘯：海底地震與板塊運動 （页面存档备份，存于） --人民網 （页面存档备份，存于）